# All Night Long (All Night)
«All Night Long (All Night)» —en español: «A lo largo de toda la noche (Toda la noche)»— es un sencillo hit del cantante y compositor estadounidense Lionel Richie de 1983. Tomado de su segundo álbum en solitario, Can't Slow Down, combinó el estilo de Commodores de Lionel con las influencias caribeñas. Este nuevo estilo de música de dance, de inspiración pop, resultó popular, ya que el sencillo alcanzó el número uno en tres listas de Billboard (pop, R&B y adult contemporary). Richard Marx contribuyó con vocales como desconocido hasta que apareció su álbum de debut en 1986. Lionel interpretó la canción en las ceremonias de clausura de la Juegos Olímpicos de 1984 en Los Ángeles, California.

## Composición
Las letras de las canciones se escribieron principalmente en inglés, pero Lionel ha admitido en al menos una entrevista de prensa que las letras «africanas» de la canción, como «Tom bo li de say de moi ya» y «Jambo jumbo» no significan nada y son de su propia invención. Lionel ha descrito estas partes de la canción como una "broma maravillosa", escrita cuando descubrió que le faltaba el tiempo para contratar a un traductor para contribuir con las letras de idioma extranjero que deseaba incluir en la canción.

## Recepción
En Estados Unidos alcanzó el número 1 en las listas Billboard Hot 100, Adult Contemporay y Hot Black Singles. También fue número 1 en varios países como Australia, Bélgica, Canadá, Finlandia y Países Bajos. En el Reino Unido alcanzó el número 2 en la lista UK Singles Chart por tres semanas.
La canción ha alcanzado una popularidad masiva en el mundo árabe, donde Richie es tan conocido, si no más que en su país natal. The Independent se ha referido a Lionel como «un fenómeno» en la última década en naciones como Irán o Irak, Con «Hello» también logrando mucho éxito.

## Video musical
Un video de la música que acompaña fue producido por los Monkees anterior y el pionero Michael Nesmith del vídeo de la TV y dirigido por Bob Rafelson. Contó con una breve aparición de la actriz, cantante, bailarina, productora e hija mayor (Rina Ottolina) del recordado narrador, locutor, animador y productor de programas de radio y televisión, publicista, Piloto de carreras y político venezolano Renny Ottolina.

## Posicionamiento en listas
| Listas (1983)                             | Máxima posición |
| ----------------------------------------- | --------------- |
| Alemania (Offizielle Deutsche Charts)     | 2               |
| Australia (Kent Music Report)             | 1               |
| Austria (Ö3 Austria Top 40)               | 8               |
| Bélgica (Flandes) (Ultratop 50)           | 1               |
| Brasil (ABPD)                             | 1               |
| Canadá (RPM Top Singles)                  | 1               |
| Canadá (RPM Adult Contemporary)           | 1               |
| Estados Unidos (Billboard Hot 100)        | 1               |
| Estados Unidos (Adult Contemporary)       | 1               |
| Estados Unidos (Hot R&B/Hip-Hop Songs)    | 1               |
| Estados Unidos (Hot Dance Club Songs)     | 5               |
| Finlandia Official Finnish Charts)        | 1               |
| Estados Unidos (Cash Box Top 100)         | 1               |
| Nueva Zelanda (Recorded Music NZ)         | 4               |
| Noruega (VG-lista)                        | 3               |
| Países Bajos (Mega Single Top 100)        | 1               |
| Reino Unido (The Official Charts Company) | 2               |
| Suecia (Sverigetopplistan)                | 8               |
| Suiza (Schweizer Hitparade)               | 8               |

## Versión de Lionel Richie con Guy Sebastian
Lionel grabó un remix de la canción con el cantante y compositor australiano Guy Sebastian en 2011. Todos los ingresos se destinaron a los Queensland Floods y New Zealand Earthquake Appeal.
La versión regrabada fue producida por RedOne y fue lanzado a iTunes Stores en Australia y Nueva Zelanda el 18 y 16 de marzo respectivamente.
Debutó en el New Zealand Singles Chart en el número doce el 21 de marzo de 2011 y en ARIA Singles Chart de Australia en el número veintiséis el 28 de marzo de 2011.
Posicionamiento en listas
| Listas (2011)                     | Máxima posición |
| --------------------------------- | --------------- |
| Australia (ARIA)                  | 26              |
| Nueva Zelanda (Recorded Music NZ) | 12              |

## Sampleos
Partes de la canción se utilizaron en "I Like It", una canción de 2010 compuesta por Enrique Iglesias, Pitbull, y RedOne con sampleos de Lionel Richie como el clásico de 1983 es interpolado después de los coros primero y tercero. El lanzamiento fue un gran éxito para Enrique Iglesias con Pitbull. La canción también fue incluida en el álbum de Enrique Euphoria.
En julio de 2016, fue cantada por el cantante tanzano Diamond Platnumz en su canción «Kidogo» que usa «fiesta, karambo, fiesta, forever», cambiándola a «[she got me] dancing, party, fiesta, forever». El sencillo cuenta con voces adicionales por el dúo nigeriano P-Square.

## En la cultura popular
- El personal militar estadounidense dijo a Lionel que «All Night Long (All Night)» estaba tocando en las calles nocturnas de Bagdad durante la Invasión de Irak de 2003.[36]
- La canción se escucha dos veces en  el octavo episodio de la temporada de It's Always Sunny in Philadelphia «Charlie Kelly Rules the World».
- La canción fue utilizada en la película de 1998 The Wedding Singer durante la fiesta de compromiso de Julia Sullivan (Drew Barrymore).
- La canción se puede oír en el episodio de la vigesimotercera temporada de Los Simpson «Moe Goes from Rags to Riches».
- El dúo de comedia en línea, Rhett and Link, realizó una versión de karaoke de «All Night Long (All Night)» continuamente durante 11 horas durante la noche en agosto de 2012.
- La canción fue utilizada en la película turca de 1984, Ortadirek Şaban.[37]
- Se usó en un episodio de Everybody Hates Chris.
- La canción fue utilizada en el episodio de The Cleveland Show, «Da Doggone Daddy-Daughter Dinner Dance».
- La canción fue usada en el episodio de South Park, «Taming Strange», cuando el programa de interfaz de computadora de la escuela falla.
- En la película de acción de ciencia ficción de Luc Besson, El quinto elemento (1997), el personaje de Chris Tucker, Ruby Rhod, un flamboyant, difusor del siglo 23 de Prince, utiliza las primeras líneas del coro en una escena.
- El 2 de abril de 2015, el rapero Common utilizó la canción en su segunda actuación en Lip Sync Battle de Spike TV.[38] Common también tuvo una canción llamada "All Night Long" de su álbum de 1997 One Day It'll All Make Sense.
- La canción se utilizó en la película de 2014 While We're Young y aparece en su banda sonora.
- El luchador de la WWE Rich Swann utilizó la canción como su entrada en el circuito independiente.
- Una actuación en vivo de la canción se utilizó en la temporada 1, episodio 1 de Miami Vice titulado «Pilot/Brother's Keeper» en 1984.
- En el 2024, cantante dominicano Manny Cruz lanzó una versión en merengue de la canción.[39]